# OH 13
OH 13 es el nombre de catálogo de un cráneo fósil parcial, también conocido comúnmente como Cinderella (en español «Cenicienta») o Cindy, de Homo habilis, con una antigüedad estimada de 1,65 millones de años, descubierto en 1963 por Ndibo Mbuika y descrito por primera vez por L. Leakey y M. Leakey en 1964. El hallazgo ocurrió en la garganta de Olduvai, Tanzania.

## Descripción
Los restos corresponden a dos fragmentos de maxilar que conservan varias de las piezas dentales, la mandíbula con todos los dientes y partes del cráneo. Los fósiles son, probablemente, de una hembra joven a la que se le ha calculado una capacidad craneal de unos 500 cm³.
Correspondería a un habilis temprano, comparado con otros, especialmente con el holotipo de la especie, OH 7. Esta variación entre ejemplares de habilis ha llevado a pensar en que serían ejemplares con un marcado dimorfismo, propuesto por Leakey y otros, argumentando que los ejemplares menos robustos serían hembras. Por ejemplo, OH 7 y OH 16 son más grandes que OH 13 y OH 24, de esa diferencia se han producido las dos corrientes, los que encuadran a los ejemplares pequeños en Australopithecus tardíos y los que plantean el dimorfismo de H. habilis muy acusado, con lo que serían hembras.